# Keel (Einheit)
Keel war ein altes englisches Gewichtsmaß. Besonders im Handel mit Kohle erlangte es seine Bedeutung. Es wurden auch Schiffsfrachten mit diesem Maß bemessen. Man bezeichnete es auch mit Newcastle-Keel. Aber es wurden auch Waren wie Kohlenteer, Schleifsteine, Steinzeug und Glas, aber auch Mauersteine mit dem Maß gehandelt. Seit dem 1. Januar 1836 durften Steinkohlen nur noch nach Gewicht verkauft werden.
- 1 Schiffsladung = 16 12/63 Scores = 20 Keel = 160 Newcastle Chaldrons = 949.760 Pfund
- 1 Keel = 8 Newcastle Chaldrons = 8 Sack = 288 große Bushel = 47.488 Pfund = 527,555 Pariser Kubikzoll[2]
- 1 Keel = 8 Newcastle Chaldrons = 8 Newcastle Chaldrons = 21 1/5 Tons
- 1 Keel = 527,555 Pariser Kubikzoll = 10,454 Liter
- 20 Keel = 1 Schiffslast
- 1 Tons = 20 Zentner = 112 Pfund[3]
- in Stettin 1 Keel Steinkohlen = 7 Last
- in Rostock 1 Keel = 11 Last
- in Hamburg 1 Keel = 112 Tonnen
- in Hamburg 1 Keel = 120 Tonnen = 10 Last[4]
- in Kopenhagen 1 Keel = 140 Tonnen
- in Stockholm 1 Keel = 160 Tonnen

Auch als Stückmaß diente es.
- 1 Keel = 28 Körbe mit Steinzeug
- 1 Keel = 120 Säcke Kienruß
- 1 Keel = 7000 Stück Steine, feuerfest
- 1 Keel = 10.000 Stück einfache Steine
- 1 Keel = 60 Körbe Glas